# Moritz von Bissing
Moritz Ferdinand Freiherr von Bissing (30 tháng 1 năm 1844 tại Thượng Bellmannsdorf, hạt Lauban, tỉnh Schlesien – 18 tháng 4 năm 1917 tại Trois Fontaines ở Bỉ), được phong hàm Nam tước Phổ vào ngày 31 tháng 3 năm 1858, là một sĩ quan quân đội Phổ, đã từng tham chiến trong cuộc Chiến tranh Áo-Phổ (1866) và cuộc Chiến tranh Pháp-Đức (1870 – 1871). Trong Chiến tranh thế giới thứ nhất (1914 – 1918), ông được bổ nhiệm làm Toàn quyền của nước Bỉ bị Đức chiếm đóng và lên quân hàm Thượng tướng vào nửa cuối năm 1914.

## Gia đình
Moritz sinh ngày 30 tháng 1 năm 1844, trong một gia đình quý tộc có lẽ là xuất xứ từ Schwaben. Ông là con trai của địa chủ Moritz von Bissing (1802 – 1860), chủ các điền trang Thượng và Hạ Bellmannsdorf, được phong hàm Nam tước vào ngày 17 tháng 7 năm 1852, và người vợ của ông này là bà Nam tước Dorothea Freiin von Gall (1800 – 1847).
Ông là cháu nội của Đại tá Hans August von Bissing và người vợ của ông này là Auguste von Gröna, con gái ngoài giá thú của Vương công Friedrich Albrecht xứ Anhalt-Bernburg. Bà von Gall là con gái của viên Thượng tá Phổ, đồng thời là một giám đốc cảnh sát, Christian Freiherr von Gall và người vợ của ông này là Charlotte Dorothea von Reibnitz.
Vào ngày 22 tháng 8 năm 1872, tại Dresden, Bissing thành hôn với bà Myrrha Wesendonck (người Thụy Sĩ, 7 tháng 8 năm 1851 tại Zürich – 10 tháng 7 năm 1888 tại München), con gái của thương gia Otto Wesendonck (1815 – 1896) và Agnes Mathilde Luckemeyer (1828 – 1902), con gái của thương nhân Karl Luckemeyer và Johanna, tên khai sinh là Stein. Với tên gọi Mathilde Wesdendonck – có lẽ bà lấy tên này để làm đẹp lòng chồng (ông Wesendonck có người vợ thứ nhất và một người chị đều là Mathilde và đều đã mất), bà Mathilde được biết đến như là một tác giả, bạn và có lẽ là người tình của nhà soạn nhạc Richard Wagner.
Người con trai trưởng của ông là nhà Ai Cập học nổi tiếng, Giáo sư–Tiến sĩ Friedrich Wilhelm Freiherr von Bissing (1873 – 1956).

## Tiểu sử
Vào ngày 11 tháng 10 năm 1865, ông đã gia nhập quân đội Phổ với quân hàm Thiếu úy. Sau đó, người sĩ quan kỵ binh trẻ tuổi đã tham chiến trong cuộc Chiến tranh Áo-Phổ năm 1866 và cuộc Chiến tranh Pháp-Đức vào các năm 1870 – 1871. Vào ngày 16 tháng 11 năm 1871, ông được thăng cấp Trung úy. Ngày 1 tháng 6 năm 1875, ông được phong quân hàm Trưởng quan kỵ binh (Rittmeister). Vào năm 1882, Trung đoàn Khinh kỵ binh "Vua Wilhelm I" (số 1 Rhein) số 7 tại Bonn rồi vào năm 1883 ông tham gia trong Bộ Tổng tham mưu. Năm 1887, ông được cử làm sĩ quan trợ lý của Thái tử Wilhelm, sau đó, vào ngày 15 tháng 6 năm 1888, ông được bổ nhiệm làm Sĩ quan hầu cận thường nhận của các Hoàng đế và Quốc vương tại kinh đô Berlin, phụng sự cho tân Hoàng đế Wilhelm II. Vào ngày 19 tháng 6 năm 1888, ông được lên quân hàm Thượng tá. Ông giữ chức vụ của mình cho đến ngày 18 tháng 2 năm 1889, ông lãnh chức Trung đoàn trưởng Trung đoàn Gardes du Corps ở Potsdam. Vào ngày 23 tháng 5 năm 1890, ông được thăng cấp Đại tá, rồi vào ngày 20 tháng 5 năm 1893, ông được ủy nhiệm làm Lữ đoàn trưởng Lữ đoàn Kỵ binh Cận vệ số 1. Năm 1894, ông được phong quân hàm Thiếu tướng.
Ngày 1 tháng 9 năm 1897, ông được bổ nhiệm làm Sư trưởng của Sư đoàn Bộ binh số 29 tại Freiburg im Breisgau. Cùng năm đó, ông lên quân hàm Trung tướng vào ngày 10 tháng 9, rồi vào ngày 27 tháng 1 năm 1902 ông được phong cấp Thượng tướng kỵ binh. Từ ngày 18 tháng 5 năm 1901 cho đến tháng 12 năm 1907, ông thay thế Ernst von Bülow làm Tư lệnh của Quân đoàn VII ở Münster. Kể từ năm 1908, ông xuất ngũ về sống tại điền trang Rettkau trong làng Groß Gräditz ở hạt Glogau (Hạ Schlesien). Từ năm 1910 cho đến khi qua đời vào tháng 4 năm 1917, ông là một thành viên của Viện Quý tộc Phổ. Ông còn tham gia Giải Vô địch Wimbledon 1912 và bị loại ở vòng 2.

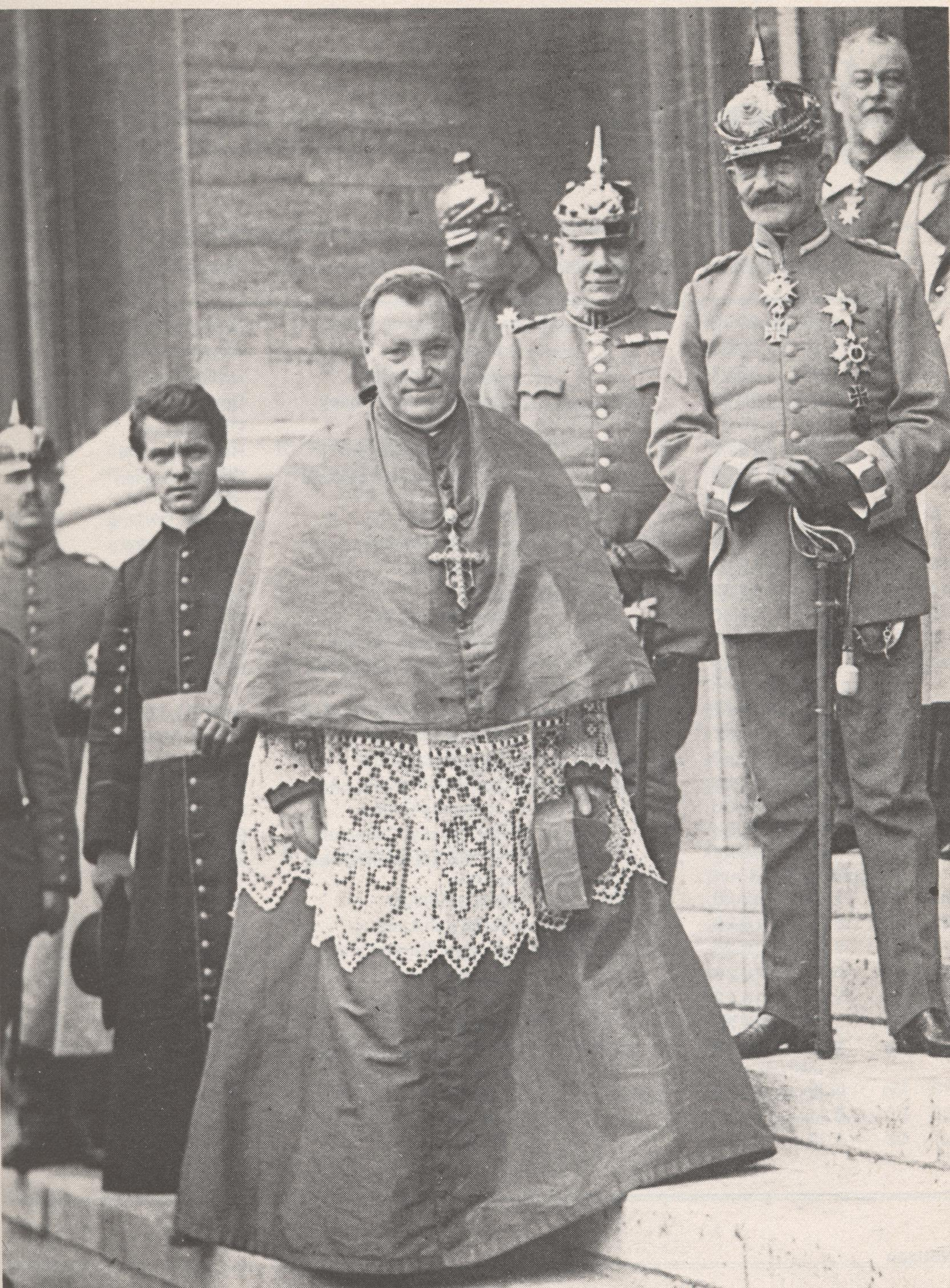
Tuyên úy quân sự Bayern, Hồng y Bettinger, đứng trước Nhà thờ chính tòa Brussel (1916). Bên trái là thư ký Michael Buchberger của vị hồng y, Nam tước Moritz von Bissing là người thứ nhất từ bên phải sang.

Khi cuộc Chiến tranh thế giới thứ nhất bùng nổ vào đầu tháng 8 năm 1914, ông được triệu hồi vào Tập đoàn quân số 7 trên Mặt trận phía Tây. Kể từ ngày 2 tháng 8 cho đến ngày 24 tháng 11 năm 1914, ông giữ chức vụ Phó Tướng tư lệnh tại đại bản doanh của Quân đoàn VII ở Münster, điều hành sự vụ ở hậu phương trong khi Tướng tư lệnh Karl von Einem tham chiến ở xa trường. Sau đó, ông được thuyên chuyển làm Toàn quyền của Bỉ bị Đức chiếm đóng, thay cho tướng Colmar von der Goltz, người được điều đi chỉ huy các tập đoàn quân Đức ở Thổ Nhĩ Kỳ. Ông tại nhiệm cho đến khi qua đời ba năm sau đó và là người có ảnh hưởng lớn nhất đến chính sách cai trị của Đức ở Bỉ. Ngày 24 tháng 12 năm 1914, ông được lên quân hàm Thượng tướng. Trong thời kỳ cầm quyền của mình, Bissing còn được biết đến vì là người đã ký lệnh tử hình nữ y tá người Anh Edith Cavell vào năm 1915.
Moritz von Bissing đã sử dụng quyền hành không giới hạn và quyền tự trị trên thực tế của mình đã hình thành bộ máy chiếm đóng, bỏ qua những mâu thuẫn về quyền lợi để thực thi một chính sách chặt chẽ vừa phục vụ quyền lợi của đất nước ông mà vừa bảo vệ Bỉ thoát khỏi sự diệt vong. Không lâu sau khi ông lên nắm quyền, Bộ Chỉ huy Tối cao của Đức đã chia nước Bỉ làm 3 vùng chiếm đóng. Khu vực lớn nhất được đặt dưới sự điều khiển của Chính quyền Trung ương, đứng đầu là tướng von Bissing. Khu vực này bao gồm thủ đô Brussels và phần lớn vùng phụ cận. Khu vực thứ hai gồm thâu các thành phố Ghent và Antwerp, nắm dưới sự kiểm soát của Tập đoàn quân số 4. Khu vực thứ ba là vùng ven biển của Bỉ dưới sự bảo hộ của Hải quân Đức. Để dễ bề quản lý Bỉ, người Đức cần phải có một bộ máy quan liêu dân sự lớn để hỗ trợ cho quân đội. Một số công chức được phái đến từ Đức, nhưng chỉ một số ít cá nhân có khả năng về ngoại ngữ và kinh nghiệm về hành chính mà việc quản lý một guồng máy phức tạp của một thuộc quốc đòi hỏi. Trước sự ít ỏi của các viên chức Đức trong bộ máy cai trị tại Bỉ (trong đó có Tiến sĩ Wilhelm von Sandt là người đứng đầu hệ thống quản lý dân sự), Von Bissing đã phối hợp những người này với các bộ trưởng và viên chức của Chính phủ Bỉ trước khi bị Đức xâm chiếm. Ông giữ cho cơ cấu hành chính của Bỉ được nguyên vẹn nhất có thể và cho đội ngũ công chức người Đức tham gia cai quản. Chính phủ Bỉ thời tiền chiến, vốn đã dời đến Le Havre ở Pháp, đã chỉ thị cho các luật gia và viên chức phối hợp với người Đức để bảo vệ quyền lợi của dân chúng Bỉ.

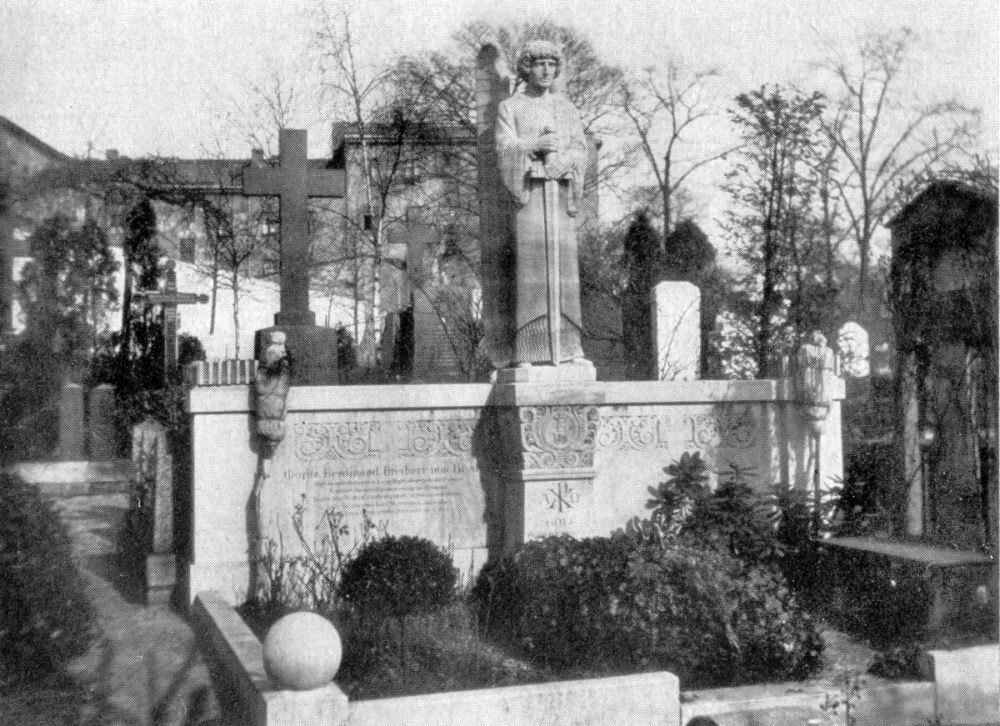
Mộ phần ở nghĩa trang Invalidenfriedhof (hiện không còn nữa)

Ở Bỉ có hai nhóm sắc tộc khác nhau, mỗi sắc tộc chiếm phân nửa quốc gia này. Người Bỉ vùng Vlaanderen có ngôn ngữ và văn hóa tương đồng với Đức, trong khi người Bỉ gốc Pháp (vùng Wallonie) có chung ngôn ngữ và văn hóa với Pháp. Với chính sách Vlaanderen (Flamenpolitik), chính quyền Đức chủ trương lợi dụng mâu thuẫn sắc tộc để dễ cai trị Bỉ. Thực thi chính sách này, Bissing đã chú trọng đến sự phát triển về kinh tế và văn hóa của Vlaanderen. Năm 1915, Trường Đại học Ghent, với ngôn ngữ chính thức là tiếng Pháp, được chuyển thành một học viện hoàn toàn sử dụng tiếng Vlaanderen. Do Thủ tướng Đức Bethmann-Hollweg cổ vũ các nhà dân tộc chủ nghĩa Vlaanderen tuyên bố độc lập và hòa nhập với người Đức, Von Bissing đã triệu tập một hội đồng để tiến hành chia cắt Bỉ, và theo một sắc lệnh ban bố vào ngày 21 tháng 3 năm 1917, nước Bỉ bị chia làm hai khu hành chính: Vlaanderen và Wallonia. Dựa theo quyết định của các nhà dân tộc chủ nghĩa Wallonia năm 1912 nhằm công nhận Namur như một thành phố trung ương của Wallonia, ông thiết lập bộ máy hành chính Walloonia ở đây. Wallonia khi ấy bao gồm 4 tỉnh miền nam Bỉ và một phần của tỉnh Brabant: quận Nivelles, qua đó thực hiện một yêu sách khác của phong trào Walloonia: thành lập Brabant thuộc Wallonia. Vùng Vlaanderen có thủ phủ ở Brussels, và được hình thành từ 4 tỉnh miền bắc Bỉ, cùng với các quận Brussels và Leuven. Đây là nỗ lực đầu tiên để chia cắt Bỉ dựa theo khác biệt về ngôn ngữ.
Tuy nhiên, điều đó không có nghĩa là Bissing chia sẻ nhiệt huyết với Chính phủ Berlin về việc chia cắt hoàn toàn Bỉ ngay lập tức. Khác với giới cầm quyền Đức ở Berlin, ông hiểu rằng phần lớn người dân Vlaanderen không muốn phân chia đất nước của mình. Thậm chí việc chuyển ngôn ngữ chính thức của Trường Đại học Ghent từ tiếng Pháp sang tiếng Vlaanderen cũng vấp phải sự kháng cự của họ. Mặc dù nhiều tổ chức hoạt động ở Vlaanderen ủng hộ biện pháp này, phần lớn người Vlaanderen phản đối vì cho rằng đây là một quyết định chia rẽ nước mình. Mặc dù, Bissing tuân thủ áp dụng mọi quyết định chính trị và chính sách kinh tế mà triều đình đề xướng, ông cố gắng làm điều đó theo một cách ngăn chặn Bỉ bị chia cắt và khai thác. Ông từ trần vào ngày 18 tháng 4 năm 1917 tại Trois Fontaines gần Brussels. Ông được mai táng trong nghĩa trang Invalidenfriedhof ở Berlin. Ngôi mộ của ông hiện không còn tồn tại.

## Phong thưởng
- Huân chương Đại bàng Đen kèm theo chuỗi dây chuyền [6]
- Đại Thập tự của Huân chương Đại bàng Đỏ đính kèm vương miện [6]
- Huân chương Vương miện hạng I kèm theo thanh gươm trên chiếc nhẫn [6]
- Ngôi sao chỉ huy Huân chương Hoàng gia Hohenzollern [6]
- Thập tự Sắt (1870) hạng II [6]
- Giải thưởng Phục vụ của Phổ (Dienstauszeichnungskreuz) [6]
- Đại Thập tự của Huân chương Zähringer Löwen [6]
- Huân chương Chiến công hạng II của Bayern [6]
- Chỉ huy hạng II Huân chương Heinrichs Sư tử [6]
- Đại Thập tự của Huân chương Gia tộc Lippe [6]
- Đại Chỉ huy Huân chương Greifen [6]
- Đại Thập tự của Huân chương Albrecht kèm theo thanh kiếm trên chiếc nhẫn [6]
- Thập tự hiệp sĩ hạng II Huân chương Gia tộc Công quốc Sachsen-Ernestinischen Hausordens với thanh kiếm [6]
- Thập tự hiệp sĩ hạng I Huân chương Friedrich kèm theo thanh gươm [6]
- Sĩ quan Huân chương Leopold của Bỉ [6]
- Chỉ huy hạng I Huân chương Dannebrog [6]
- Đại Thập tự của Huân chương Thánh Mauritius và Lazarus [6]
- Đại sĩ quan Huân chương Vương miện của Ý [6]
- Đại sĩ quan Huân chương Oranje-Nassau [6]
- Huân chương Vương miện Sắt hạng II [6]
- Chỉ huy Huân chương Franz Joseph đính kèm ngôi sao [6]
- Một con đường ở Berlin-Tiergarten, "Bissingzeile", đã được đặt tên theo ông (7 tháng 11 năm 1936).

## Tác phẩm
- Kavallerie in der Vorbewegung, Verfolgung und Aufklärung, trong: "Tuần báo quân sự số 10" (Militär- Wochenblatt No. 10), Seite 279f., Berlin 1902.
- Massen oder Theilführung der Kavallerie, Verlag E. S. Mittler, Berlin 1900.